# Çorovodë
Çorovodë là một đô thị trong quận Skrapar thuộc hạt Berat, Albania. Dân số năm 2005 là 6744 người.